# Rhynchotechum formosanum
Rhynchotechum formosanum là một loài thực vật có hoa trong họ Tai voi. Loài này được Hatus. miêu tả khoa học đầu tiên năm 1939.